# 1761 Edmondson
1761 Edmondson eller 1952 FN är en asteroid i huvudbältet, som upptäcktes 30 mars 1952 av Indiana Asteroid Program vid Indiana University Bloomington med Goethe Link Observatory. Asteroiden har fått sitt namn efter initiativtagaren till Indiana Asteroid Program, Frank K. Edmondson.